# Pentax A3
Die Pentax A3 kam 1984 auf dem Markt und wurde bis 1985 produziert. Auf dem amerikanischen Markt wurde sie unter dem Namen Pentax A3000 vertrieben.
Es handelt sich bei der Kamera um eine Kleinbild-Spiegelreflexkamera der japanischen Firma Asahi Optical K.K. für 135er-Film. Sie war als Einsteigerkamera konzipiert und die erste Kamera von Asahi mit eingebautem Motor für den Filmtransport und automatischer Filmeinfädelung. Weiterhin ist sie in ihrem Funktionsumfang eingeschränkt und besitzt neben der Programmautomatik nur eine Zeitautomatik, die feste X-Synchronzeit und den Bulb-Modus für Langzeitbelichtung. Eine manuelle Belichtungssteuerung ist ansonsten nicht möglich.
Im Gegensatz zu den beiden anderen Kameras aus der Serie, der Pentax Super A und der Pentax Programm A, hat sie so gut wie keine Ähnlichkeit mehr zur Vorgänger-Serie (Pentax-M-Serie).

## Daten und Ausstattungsmerkmale
Die Pentax A3 / A3000 ist eine 35-mm-Spiegelreflexkamera mit TTL-Lichtmessung. Als Objektivanschluss besitzt sie das Pentax-KA-Bajonett, eine Variante des K-Bajonetts, welches um elektrische Kontakte erweitert wurde.

### Bedienelemente
Auf der Oberseite der Kamera befindet sich auf der rechten Schulter der Programmwählschalter mit den Einstellungen B für Bulb, 60 für Blitzsynchro, Program, Lock und Batterietest. Rechts davon befindet sich das Bildzählwerk mit darunterliegender roter LED für die Batteriekontrolle, direkt davor befindet sich der Auslöseknopf.
Auf der linken Schulter befindet sich die Filmrückspulkurbel, welche auch als Entriegelung für die Rückwand dient und für Filme ohne DX-Kodierung das ISO-Wahlrad mit Entriegelungsknopf.
Auf der rechten Vorderseite befindet sich neben dem Spiegelkasten der Schalter für den elektronischen Zeitauslöser mit darüberliegender roter LED. Darunter befindet sich die Objektiventriegelung. An der Unterseite des Handgriffs ganz rechts ist die Anschlussbuchse für einen elektrischen Fernauslöseschalter. Links am Spiegelkasten befindet sich die Gegenlichttaste zur Belichtungskorrektur.
Auf der Unterseite befinden sich das Batteriefach, der Rückspulknopf und die Stativanschlussbuchse mit 1/4″-BSW-Gewinde.

### Verschluss
Der Verschluss der A3 stammt von Seiko und ist ein vertikal ablaufender Lamellenschlitzverschluss MFC E6.
Der Verschluss ermöglicht Zeiten von 2s bis 1/1000s, 1/60s als Blitzsynchronzeit und Bulb. Er wird ausschließlich elektronisch gesteuert.

### Sucher
Die Pentax A3 hat einen Pentaprismensucher mit Silberbeschichtung. Die Mattscheibe ist mit einem Schnittbildindikator und Mikroprismenring ausgestattet. Die Sucherabdeckung beträgt 92 % des Filmformates und bietet eine Vergrößerung von 0,83× bei einem 50mm Objektiv in Unendlichkeitseinstellung.

### Auslöser
Der Auslöser der Kamera ist ein elektronischer Taster mit zwei Druckpunkten auf der rechten Kameraschulter, leichtes Antippen aktiviert die Belichtungsmessung, Durchdrücken löst elektromagnetisch den Verschluss aus.
Alternativ besitzt die A3 einen Anschluss für einen elektrischen Fernauslöser auf der Vorderseite unten neben dem Batteriefach.
Sie hat auch einen Selbstauslöser, dieser wird über einen Schalter auf der rechten Seite neben dem Spiegelkasten aktiviert und bietet eine elektronische Auslöseverzögerung von 12 Sekunden. Ausgelöst wird er über den Auslöser auf der rechten Schulter oder den Fernauslösekontakt.

### Messsystem und Anzeigen
Die Kamera verfügt über eine mittenbetonte TTL-Offenblendmessung durch das Objektiv mittels GPD-Fotodioden. Der Messbereich reicht von LW 1 bis LW 18.
Die Belichtungsanzeige erfolgt über LEDs links im Sucher. Eine gelbe LED für die 1/30s, 7 grüne LED für die Zeiten von 1/60 bis 1/1000, P und Blitzbereitschaft.
Zusätzlich als Warnung bei Über- oder Unterbelichtung blinkt die 1000er- und 30er-LED mit 8 Hz und ein Summer piept bei Überbelichtung über 1/1000. Bei Bedienungsfehler blinkt die P-LED.

### Energieversorgung
Die Kamera wird mit 2× 1,5-V-Mignonzellen (AA / LR6) versorgt. Die Lebensdauer eines frischen Satzes Batterien wird mit ca. 50 Filmen a 36 Bilder angegeben.

## Zubehör
Neben den zur Kamera-Serie mitentwickelten A-Objektiven, mit denen alle Funktionen der Kamera genutzt werden können, können auch alle älteren Objektive mit K-Bajonett genutzt werden. Mit diesen stehen aber nur die Zeitautomatik, B und die 1/60 s zur Verfügung. Ebenso können Balgengerät und Zwischenringe mit entsprechender Einschränkung verwendet werden.
Weiterhin sind systemkonforme Blitzgeräte nutzbar, die über einen Blitzschuh verfügen mit X-Mittenkontakt, für die Funktionen der TTL-Blitzautomatik sind die Kontakte zur Blitzbereitschaftsanzeige und TTL-Steuerung am Blitzgerät nötig.

## Variante
Es gibt die Pentax A3 noch als Variation mit einer Datenrückwand zur Einblendung vom Datum (Jahr, Monat, Tag) oder der Zeit (Stunde, Minute). Die Datenrückwand wird durch eine eigene Knopfzelle des Typs CR2025 versorgt. Das Batteriefach zu dieser befindet sich auf der Innenseite der Rückwand, neben dem Scharnier.
Die Kamera trägt die Bezeichnung Pentax A3 Date.